# Aru (Ituri)
Aru is een gemeente in de Democratische Republiek Congo in de provincie Ituri. De gemeente telde volgens de laatste census in 1984 14.556 inwoners en in 2004 naar schatting 26.290 inwoners. Het is de enige gemeente in en tevens het administratief centrum van het territorium Aru.
De grootste bevolkingsgroep zijn de Lugbara. De nationale voertaal is Lingala.
De stad is onderverdeeld in vier wijken: Essefe, Katanga, Route-Aba en Rumu.
De stad ligt nabij de grens met Oeganda en Zuid-Soedan en heeft te lijden gehad van invallen van Zuid-Soedanese rebellengroepen.